# Kastell Vețel

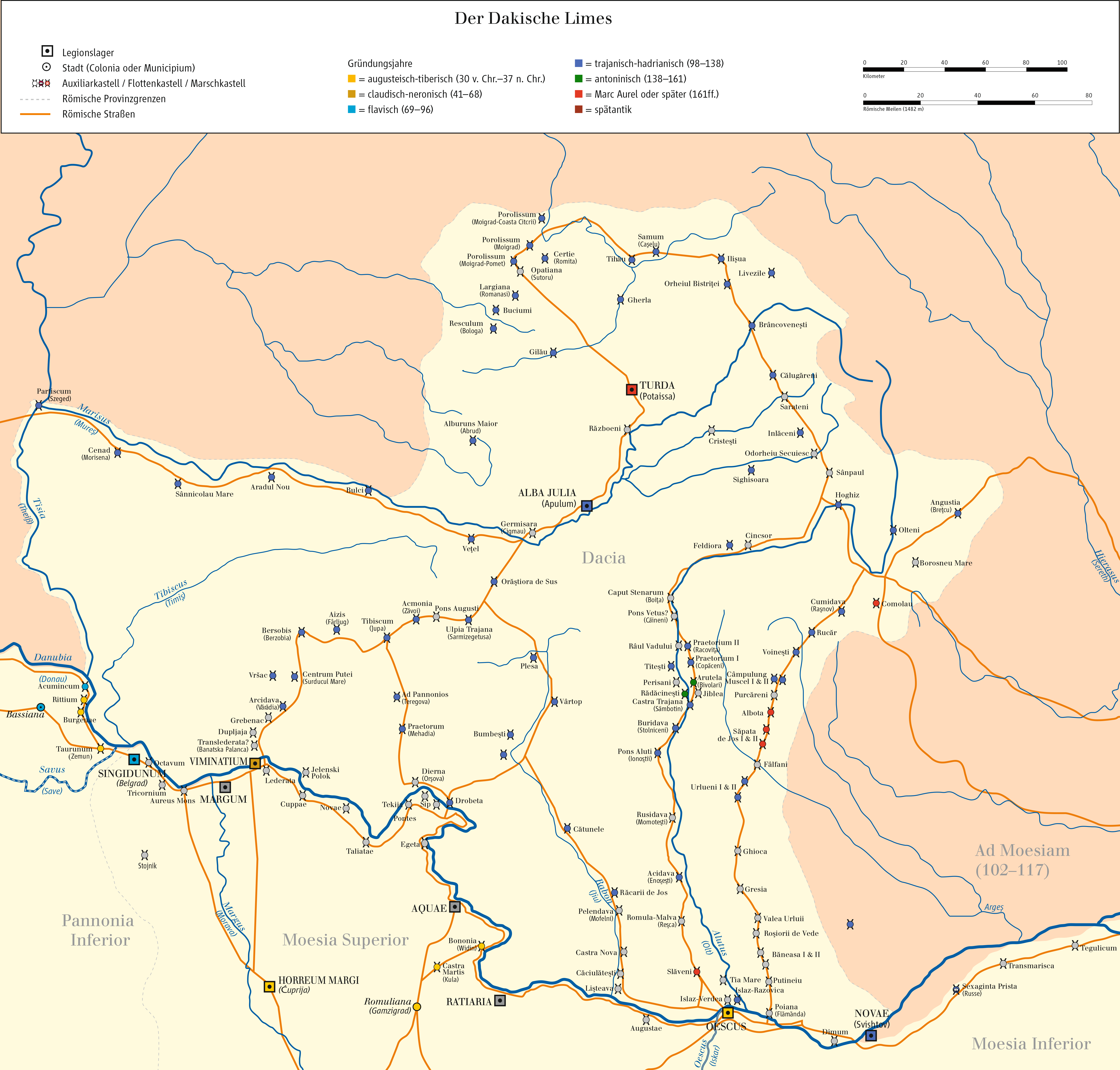
Der dakische Limes mit dem Kastell Vețel

Kastell Vețel (antiker Name Micia) war ein großes römisches Hilfstruppenlager und wichtiger Bestandteil der Außenlinie in der westlichen Festungskette des dakischen Limes (limes Daciae), auf dem Gemeindegebiet von Vețel (Witzel), Kreis Hunedoara in Siebenbürgen, Rumänien.
Seiner Besatzung oblag unter anderem die Überwachung und Sicherung der Straßenverbindung nach Partiscum, dem heutigen Szeged. Zudem befand sich hier ein strategisch wichtiger Flusshafen und eine Benefiziarierstation. Insbesondere die Vielzahl an Inschriften und diverse zivile Einrichtungen macht diesen Fundort auch über Rumänien hinaus bekannt. Gemeinsam mit insgesamt 277 Stätten des Dakischen Limes wurde Micia 2024 zum UNESCO-Weltkulturerbe erhoben.

## Lage und Funktion

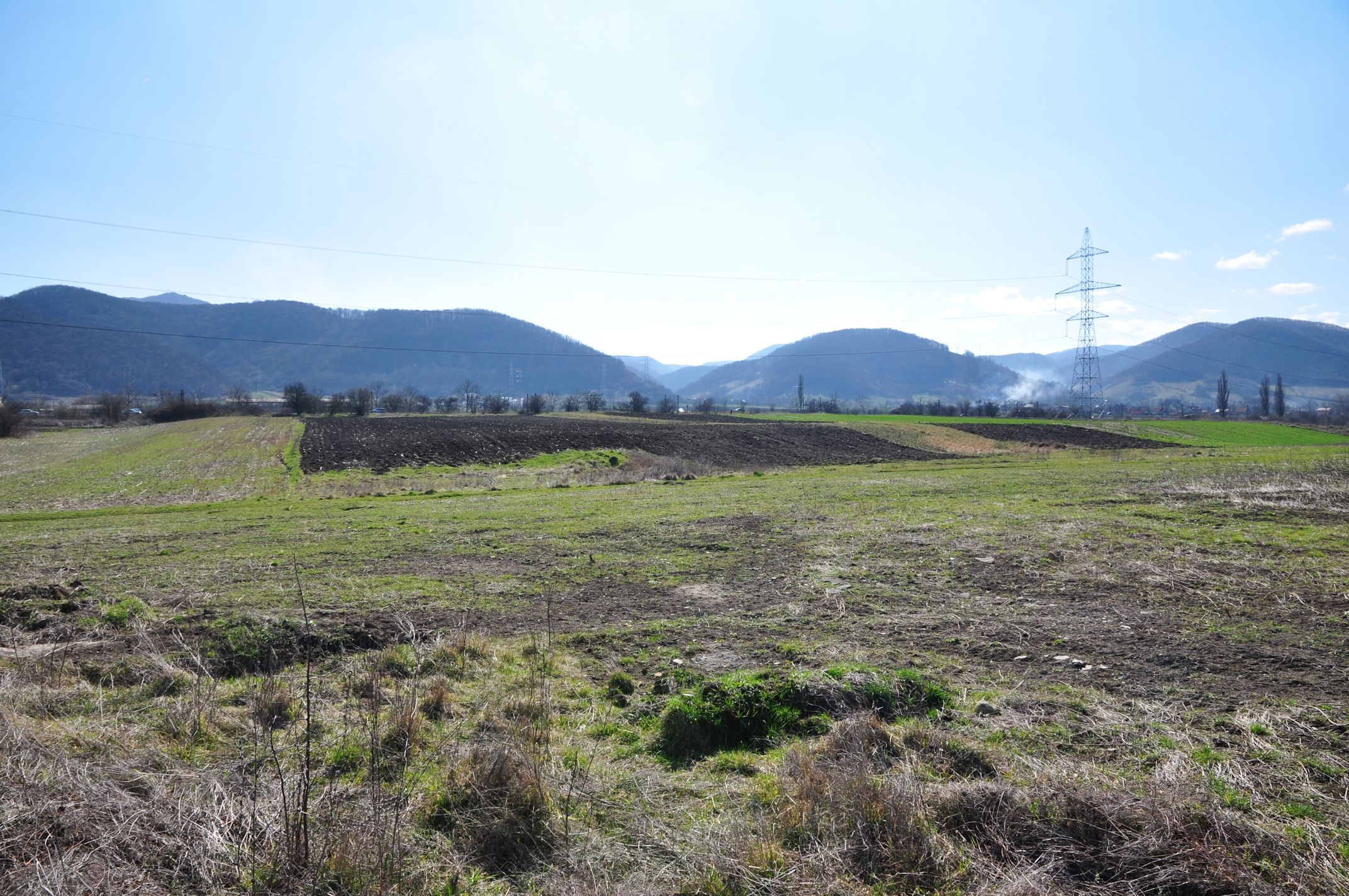
Blick von Nordosten auf die Reste des Kastells. Diese sind heute nur mehr anhand von Bodenerhebungen erkennbar (2014)

Das von einer Reitertruppe und Auxiliarkohorte belegte Kastell befindet sich im Südwesten des Siebenbürgischen Beckens, nördlich des in den Westrumänischen Karpaten gelegenen Poiana-Ruscă-Gebirges. Der gut gewählte Platz liegt auf einer hochwassergeschützten Niederterrasse am linken Ufer des Flusses Mieresch, dessen lateinischer Name Marisus lautete. Die Mieresch ermöglichte eine schnelle Fernverbindung nach Westen, neben einer am südlichen Ufer entlangführenden antiken Straße konnte Partiscum somit auch über diesen Wasserweg erreicht werden. Dort mündet der Fluss in die Theiß und damit letztendlich auch in die Donau am pannonischen Limes. In der entgegengesetzten Richtung, im Nordosten, lag das bedeutende Legionslager Apulum (Alba Iulia). Rund zwei Kilometer nordöstlich von Micia befindet sich das von ungarischen Siedlern gegründete Dorf Vețel.

## Forschungsgeschichte
Wie der Flurnamen „Cetate“ (Burg) annehmen lässt, unter dem dieser Fundplatz ebenfalls bekannt wurde, ist das Wissen um eine alte Wehranlage bei der Bevölkerung in dieser Region wohl nie gänzlich verloren gegangen. Seit 1726 war der antike Platz durch die Veröffentlichungen des Offiziers und Wissenschaftlers Luigi Ferdinando Marsigli (1658–1730) auch einem größeren Interessentenkreis bekannt. Im 19. Jahrhundert wurden die Mauerreste immer wieder von Forschern aufgesucht und dabei einzelne, hier geborgene Inschriften beschrieben. In diesem Zusammenhang erwähnte auch der bedeutende Altertumswissenschaftler Theodor Mommsen (1819–1903), dass Vețel eine „wunderbar erhaltene“ Fortifikation sei. Doch bereits wenige Jahre später wurde das Kastellareal durch den Bau der 1868 eröffneten, heute zweigleisig geführten Bahnstrecke Arad–Alba Iulia, in zwei Hälften getrennt. Dieser Umstand wurde auch in den 1880er Jahren während der Franzisco-Josephinischen Landesaufnahme festgehalten. Das entsprechende Kartenblatt zeigt die bis heute sichtbaren Wälle der Befestigung.
Dennoch ist das Gelände – insgesamt betrachtet – bisher nur rudimentär erforscht worden. Die ersten wissenschaftlichen Grabungen fanden erst in den Jahren 1929 bis 1930 unter Constantin Daicoviciu statt. Die verschiedenen nachfolgenden Untersuchungen wurde jedoch nicht in einem Generalplan der Ausgrabungsstätte zusammengefasst und blieben damit nur Stückwerk. Als ab 1968 mit dem Bau eines Elektrizitätswerks und einer die Bahnlinie begleitenden Straße begonnen wurde, fanden Rettungsgrabungen durch die Archäologen Octavian Floca und Liviu Mărghitan statt, die bis 1978 in Micia forschten. Mit dem Kraftwerksbau wurde nicht nur der südliche Abschnitt des Kastells teilweise zerstört, auch Teile des Lagerdorfes (Vicus) wurden dabei stark in Mitleidenschaft gezogen. Gleichzeitig vernichtete der Straßenbau weitere antike Strukturen. Zwischen 1980 und 1992 fanden weitere Grabungen durch den Archäologen Liviu Petculescu statt. Dieser untersuchte 1982 auch den Thermenkomplex. Seine Forschungen wurden durch ein Langzeitprojekt abgelöst, das vom Institut für Archäologie in Bukarest, vom Museum der Dakischen und Römischen Zivilisation (MCDR) in Deva und vom Nationalmuseum in Klausenburg getragen wird. Mehrere Bauwerke, darunter das kleine Amphitheater und zwei Badekomplexe wurden restauriert und konserviert. Der größte Teil der antiken Flächen ist aber immer noch von der hier intensiv betriebenen Landwirtschaft bedroht.

## Entwicklung

Befunde des Steinkastells

Nach dem im Jahr 106 erfolgreich beendeten zweiten Dakerkrieg des Kaisers Trajan (98–117) erfolgte die Konsolidierung der römischen Herrschaft in den eroberten und zu römischen Provinzen erklärten Gebieten Dakiens. Im Zuge dessen wurde im frühen 2. Jahrhundert auch das Kastell Micia gegründet, das zum Verwaltungsgebiet der Veteranenkolonie Ulpia Traiana Sarmizegetusa (benannt nach der zuvor zerstörten, ca. 40 km nordöstlich gelegenen alten Königsstadt der Daker) gehörte, die nun als Metropole der neu eingerichteten römischen Provinz Dacia fungierte. Für die Geschichte des Kastells ist auch eine um 1850 im Kastellbereich gefundene Bauinschrift von großer Bedeutung, die um 205 n. Chr. dem damaligen Augustus Caracalla gewidmet wurde.
Gleich zwei Bauinschriften könnten auf einen vor dem Jahr 204 erfolgten, verheerenden Angriff hinweisen, der Kastell und Lagerdorf gleichermaßen in Mitleidenschaft zog. Neben einer weiter unten erwähnten Inschrift, bezeugt die Wiederherstellung eines Tempels im Jahr 204 umfangreiche Wiederaufbaumaßnahmen.
Ab 235 wurde die Provinz Dakien von den sarmatischen Jazygen und freien Dakern heimgesucht. Der regierende Kaiser Maximinus Thrax (235–238) konnte die Gegner von Sirmium aus zwar 236 schlagen, doch wurde Dakien weiterhin in fast ununterbrochener Folge von Einfällen verheert, denen die Römer auf Dauer nicht mehr Herr werden konnten. Ab 271 wurde Dakien und damit auch Micia auf Anordnung des Kaisers Aurelian von Militär und Verwaltung geräumt und endgültig aufgegeben.

## Kastell
Die Anlage wurde im klassischen, langrechteckigen Grundriss mit abgerundeten Ecken angelegt (Spielkartenform). Aufgrund seiner – für ein Hilfstruppenlager – außergewöhnlich großen Innenfläche konnte es bis zu zwei Einheiten gleichzeitig aufnehmen. Die Baumaßnahmen im 19. und 20. Jahrhundert haben die Innenfläche der Fortifikation weitgehend vernichtet. Vom Kastell selbst sind nur mehr die Reste seines Befestigungswalles als Bodenerhebung im Gelände erkennbar. Insgesamt konnten zwei Bauphasen (Holz-Erde-Kastell und Steinkastell) nachgewiesen werden. Die Umwehrung des frühen Kastells bestand aus einem etwa vier Meter breiten Holz-Erde-Wall, der stellenweise noch 1,30 m hoch erhalten war. Umgeben wurde die Befestigung von einem acht Meter breiten und 2,50 m tiefen Graben. Der genaue Umfang des frühen Kastells konnte nicht exakt festgestellt werden. Vermutlich gegen Ende des 2. Jahrhunderts n. Chr. wurde der Umbau in Stein in Angriff genommen. Es behielt seine langrechteckige Form mit abgerundeten Ecken bei und umfasste nun eine Fläche von ca. 181 × 360 m. In weiterer Folge konnten das Südtor, ein Getreidespeicher (horreum) in der Nähe des Westtores und der trapezförmige Eckturm der SW-Ecke ergraben werden. Das Südtor wurde von zwei rechteckigen, innen angesetzten, in Opus-incertum-Technik aufgemauerten Türmen flankiert, die an ihrer Vorderseite etwas über die Kastellmauer hinausragten.

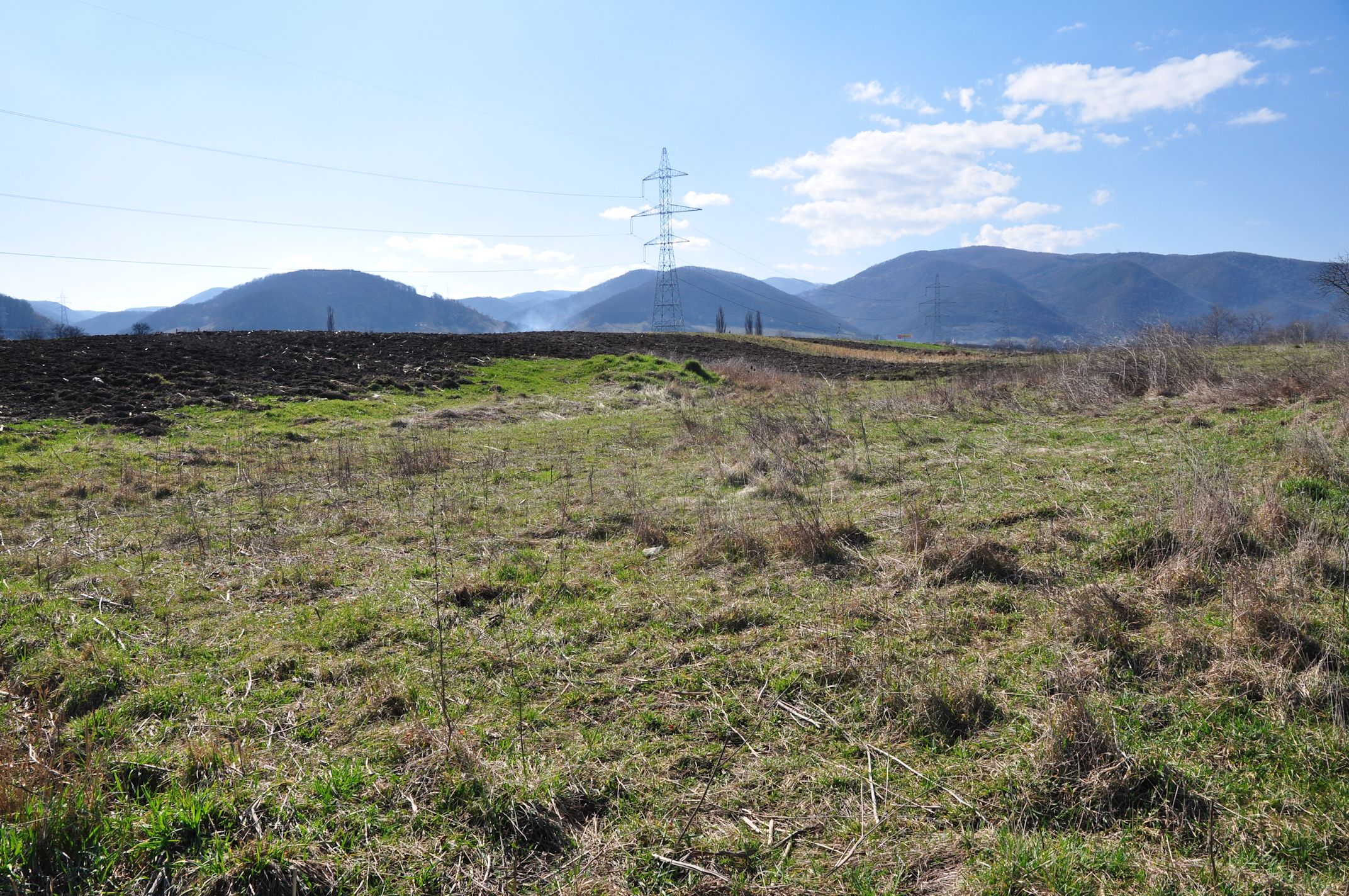
Nordwall des Kastells (2014)
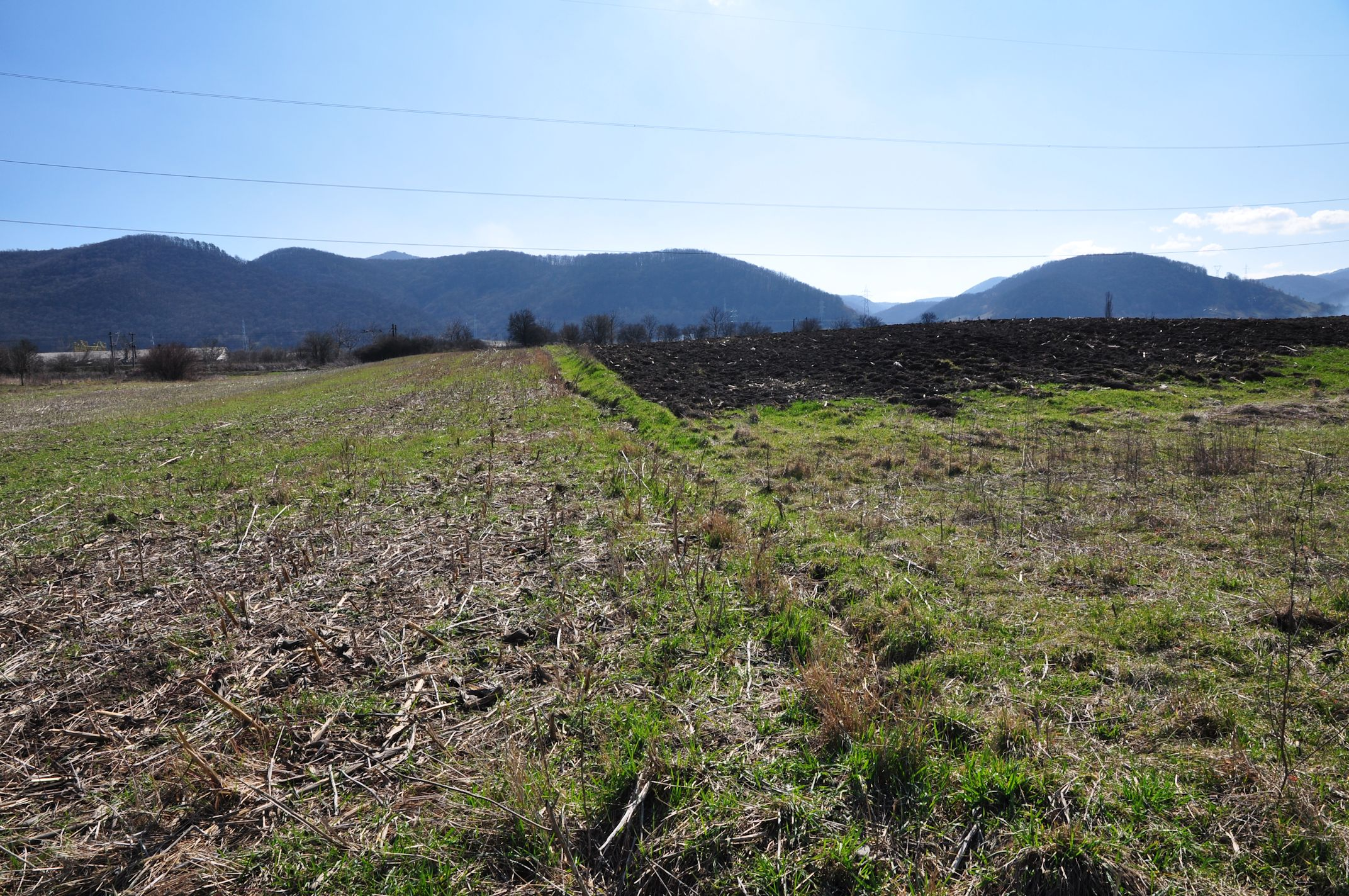
Ostwall des Kastells (2014)
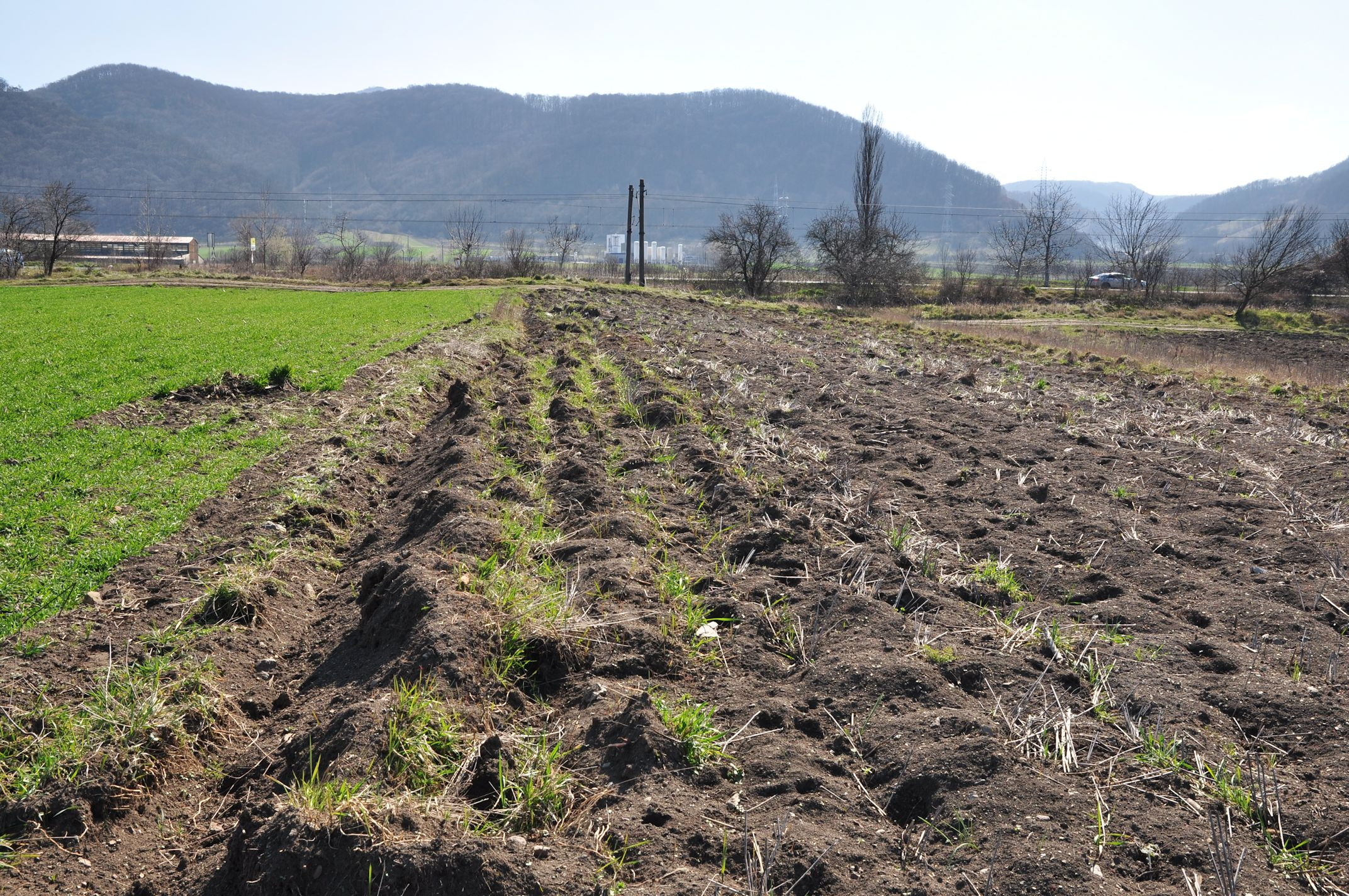
Westwall des Kastells (2014)

## Garnison und Kommandeure
Die für Micia nachgewiesene Doppelbelegung einer Garnison ist für diese Epoche ungewöhnlich, unterstreicht aber die große strategische Bedeutung die dieser Platz für die Römer hatte. Folgende Besatzungseinheiten und befehlshabende Offiziere sind für Micia durch Inschriften bekannt:
| Zeitstellung                  | Truppenname                                                                                     | Inschriften und Kommandeure |  |
| ----------------------------- | ----------------------------------------------------------------------------------------------- | --- |  |
| 2. bis 3. Jahrhundert n. Chr. | Legio XIII Gemina Antoniniana (Die dreizehnte Zwillingslegion)                                  | Vor Ort aufgefundene Ziegelstempel, die Weihesteine der Legionszenturionen Lucius Licinius Messalinus und Caius Iulius Iulianus von der Legio XIII Gemina bestätigen die Identifizierung des Fundplatzes als römische Militäranlage des 2. Jahrhunderts n. Chr., vermutlich wurde das Kastell von einer Vexillation dieser Legion erbaut und für diverse Aufgaben im weiteren Verlauf des 2. Jahrhunderts immer wieder als Basis von Angehörigen dieser Legion genutzt, wie die Datierungen der Weihesteine vermuten lassen. Eine Weihinschrift an Herkules und Silvanus, den Gott der Hirten und Wälder aus den Jahren 211 bis 222 belegt, dass auch noch im 3. Jahrhundert eine Vexillation der Legio XIII Gemina in Vețel stationiert war. |  |
| 2. Jahrhundert                | Legio IIII Flavia Felix (Die vierte flavische Legion, die glückliche)                           | Als weitere Besatzungseinheit ist für die Frühphase eine Vexillation der Legio IIII Flavia Felix bekannt. Ein Zenturio dieser Legion, Quintus Licinius Macrinus, stiftete in Micia zwischen 101 und 117 einen Weihestein. |  |
| 2. Jahrhundert                | Ala I Augusta Ituraeorum Sagittariorum (Die Erste Reiterschwadron der Bogenschützen aus Ituräa) | Diese – ursprünglich in Palaestina ausgehobene – Truppe war während der Regierungszeit des Kaisers Trajan (98–117) in Vețel stationiert, sie lässt sich durch zeitgleiche Militärdiplome der Jahre 109, 110 und 114 für die dakischen Provinzen nachweisen. Die Ituräer sind zudem noch durch die Grabinschrift eines Veteranen in Micia bezeugt. Der Einsatz der berittenen Bogenschützen wird auf den aus dem Westen erwarteten Gegner, die potentiell unruhigen und gefährlichen sarmatischen Jazygen zurückgeführt, die seit dem 1. Jahrhundert n. Chr. zwischen dem pannonischen Donaulimes und den westlichen Karpaten siedelten. Als Kataphrakten waren die Jazygen gleichfalls für ihre hervorragenden Fähigkeiten als Bogenschützen bekannt und gefürchtet. |  |
| 2. bis 3. Jahrhundert         | Cohors II Flavia Commagenorum (Zweite Flavische Kohorte der Commagener)                         | Deren Angehörige stammten ursprünglich aus Commagene, einem von den Römern okkupierten Königreich in Kleinasien. Durch Militärdiplome ist die Infanteriekohorte nur für die Jahre zwischen 109 und 110 in Dakien bestätigt. Auch die commagenische Kohorte hinterließ zahlreiche gestempelte Ziegel und Inschriften. Unter Kaiser Philippus Arabs zeichnete sich die commagenische Kohorte im Kampf aus und erhielt dafür den Beinamen Philippiana. Allein von dieser Einheit sind aus Micia sieben Kohortenpräfekten namentlich bekannt: - Publius Ampius Rufinus, der zwischen 107 und 200 einen Weihestein für Danaë, der Geliebten des Zeus, anfertigen ließ, - Iulius Arcanus, der zwischen 151 und 250 ein Gelübde an Merkur erfüllte, - Caius Iulius Martialis, dessen Name sich im gleichen Zeitraum auf einer Grabinschrift fand, - Caius Pomponius Cassianus, dessen Weihung an den höchsten Reichsgott Jupiter zwischen 151 und 270 in Auftrag gegeben wurde, - Sextus Boebio Scribonius Castus, der um 192/195 auf einer Bauinschrift aufscheint, - ...dianus, ein nur fragmentarisch erhaltenen gebliebener Name in einer Ehreninschrift aus den Jahren von 222 bis 235 und - Scribonius Castus, der sich zwischen 193 und 235 unter den Schutz der Göttin Fortuna Augusta stellte. Seine Inschrift kam innerhalb des Kastells bei Feldarbeiten zum Vorschein. Ein weiterer Offizier dieser Einheit, Crispus Luci, der seinen Weihestein zwischen 151 und 250 dem Jupiter widmete, bekleidete den Rang eines Kohortenzenturios. Der militärische Rang eines weiteren Kommandeur dieser Einheit aus dem 3. Jahrhundert, Marcus Arruntius Agrippinus, ist nicht bekannt. Eine Weiheinschrift an Kaiser Hadrian (117–138), die zwischen 119 und 123 entstand, weist sie auch für diese Zeit in Mirca aus, eine weitere genau datierbare Ehreninschrift aus dem Kastellbereich ließ diese Kohorte in den Jahren 163/164 errichten. |  |
| 2. bis 3. Jahrhundert         | Ala I Hispanorum Campagonum (erste Reiterschwadron der Hispanier)                               | Von ca. 160 bis spätestens 271 n. Chr. lag die Reitertruppe gemeinsam mit der anscheinend weiterhin hier präsent gebliebenen Cohors II Flavia Commagenorum in Micia in Garnison. Die Ala führte in dieser Zeit mehrere Beinamen: - Antoniniana [unter Kaiser Caracalla (211–217)], - Philippiana [unter Kaiser Philippus Arabs (244–249)]. Ein Kavalleriekommandeur (Praefectus Alae), Marci Plauti Rufi(?), der hier auch stolz sein ritterliches Standeszeichen, das Staatspferd (Equus publicus) erwähnt, stiftete zwischen 151 und 270 im Namen der Ala I Hispanorum Campagonum einen Weihealtar. |  |
| 2. Jahrhundert                | Ala I Gallorum et Bosporanorum (erste Reiterschwadron der Gallier und Bosporaner)               | In Micia fand sich auch ein zwischen 107 und 150 entstandener Weihestein an Jupiter, auf dem sich der Alenpräfekt Caius Valerius Gracilis im Namen seine Truppe, der Ala I Bosporanorum als Stifter verewigte. Sie wurde zu Beginn der Herrschaft des Kaisers Hadrian von Oberpannonien nach Oberdakien verlegt. Zunächst kam sie nach Micia und wurde spätestens unter Antoninus Pius (138–161) in Cristești kaserniert. Dort hinterließ die Truppe viele Ziegelstempel und das Militärdiplom eines ihrer Veteranen. Die Anwesenheit eines weiteren Präfekten dieser Reitertruppe, Claudius Sosius, der in derselben Zeitspanne wie sein vorhergenannter Kollege Dienst tat, bezeugt ebenfalls die zeitweilige Anwesenheit dieser Reitertruppe in Vețel. |  |
| 2. Jahrhundert?               | Numerus Maurorum Micensium (eine Schar Mauren in Micia)                                         | Wie lang diese Einheit in Micia stationiert war, ist unbekannt. |  |
| 2. Jahrhundert?               | Ala                                                                                             | Ein weiterer Kommandeur im ritterlichen Rang einer bislang namentlich unbekannten Reitertruppe, der Praefectus equitum Pergamianus, ist durch dessen Tochter Statilia(?) Bassa erhalten geblieben, die der Nachwelt eine Weihung an die Göttin der Jagd, Diana, hinterließ. |  |

Für die Truppendatierung und lokale Zuordnung nicht nur für Micia ist zudem ein – heute allerdings verschollener – Altar von Bedeutung, der in den Jahren 197 bis 211 gesetzt wurde. Seine nur in Bruchstücken erhaltene Inschrift gibt Aufschluss über jene Einheiten und deren Kommandeure, die diese Weihung gemeinsam in Auftrag gaben.
I(ovi) O(ptimo) M(aximo)

pro (s)alu(te)

dd(ominorum)

nn(ostrorum)

(Severi) et Anton(ini)

(et? Getae?) Caes(aris)?

(-)CVIL(---) DEP

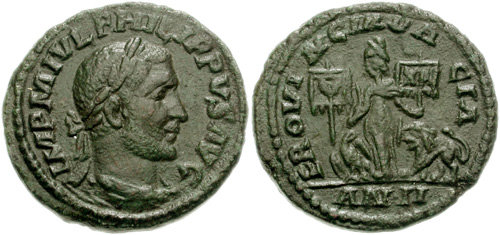
Æ des Philippus Arabs, geprägt 247/248.
IMP(erator) M(arcus) IVL(ius) PHILIPPVS AVG(ustus); PROVINCIA DACIA.
Die durch die Frauenfigur personifizierte Provinz Dacia hält die Standarten der Legio V Macedonica und der Legio XIII Gemina; daneben die Symbole der beiden Legionen, Adler und Löwe.

a(l)ae Ba(tavorum miliariae) al(ae) Cam(pagonum)

sub cur(a) Iul(i)

Tere(n)tiani pr(a)ef(ecti)

coh(ortis) s(a)g(ittariorum) coh(ortis) I Vind(elicorum)

coh(ortis) II Fl(aviae) Com

m(agenorum) coh(ortis) I Alp(inorum)

n(umerus) M(aurorum) Tib(iscensium) [n(umerus)]

(G)erm(anicianorum numerus Cam)

(p)estr(orum) (---)

(--)S(---)

(-)MO(---)I(---)

(praefect)us coh(ortis) I(I? Flaviae)?

(Comma?)g(enorum) (---)
Übersetzung: „Für Jupiter, dem Besten und Größten, zum Wohl unserer Herren Severus und Antoninus … … … die Batavische Ala milliaria, die Kampagische Ala unter der Aufsicht des Präfekten Iulus Terentianus, die Kohorte der Bogenschützen, die erste Vindelikische Kohorte, die zweite Flavische Kohorte der Commagener, die erste Kohorte der Alpenländer, der Maurische Numerus aus Tibiscum, der Germanische Numerus, der Kampestrische Numerus … … der Kohortenpräfekt der zweiten Flavischen Kohorte der Commagener …“
- Die Ala Batavorum milliaria pia fidelis civium Romanorum ist möglicherweise erst zu Beginn der Herrschaft Hadrians in Dakien stationiert worden. Ihr fester Garnisonsort befand sich bei Războieni-Cetate im mittleren Miereschtal.[31]
- Die Cohors I Sagittariorum, erste Stammbesatzung des Kastells Tibiscum, wurde am Ende des 2. Jahrhunderts nach Drobeta versetzt.
- Ein in Tibiscum entdecktes Militärdiplom aus dem Jahr 157, das für einen Veteranen der Cohors I Vindelicorum milliaria equitata civium Romanorum ausgestellt wurde, ist der erste Hinweis der Anwesenheit dieser Truppe in diesem oberdakischen Garnisonsort.[32] Die Vindeliker dürften bis zum Zeitpunkt der Aufgabe der römischen Provinzen in Dakien dort stationiert gewesen sein.
- Die Cohors I Alpinorum equitata gehörte zwischen 103 und 106 zum obermösischen Heer und wurde gleichfalls unter Hadrian nach Dakien verlegt. Zahlreiche Ziegelstempel zeugen von der Stationierung dieser Truppe in den östlich gelegenen Kastellen von Călugăreni und Sărăteni.[33]
- Verschiedene Maureneinheiten, die während der Dakerkriege um 157/158 ins Land gekommen waren, wurden im Anschluss zu neuen Einheiten umorganisiert. Eine Abteilung stellte den Numerus Maurorum Tibiscensium als Garnisonstruppe für Tibiscum.[34]

## Vicus

### Badeanlage
An das Kastell schloss sich im Westen ein ausgedehnter Vicus (Lagerdorf) an, der nur teilweise erforscht ist. Neben dem Hafen konnte auf dem Vicusareal am Südufer des Flusses ein noch gut erhaltenes großes Militärbad (Therme) vom Reihentyp mit drei Apsiden erschlossen werden, dessen Grundmauern bei ihrer Freilegung teilweise noch über einen Meter hoch erhalten waren. Zu diesem Badegebäude gehört auch eine Bauinschrift, die als Tabula ansata ausgeführt ist.
Imp(erator) Caes(ar) L(ucius) Septimius Severus
Pertinax Aug(ustus) co(n)s(ul) balne-
as coh(ortis) II Fl(aviae) Commag(enorum) ve-
tustate dilabsas resti-
tuit sub Polo Terentia
no co(n)s(ulari) III Daciar(um) curante Sex(to) Boebio Scribonio Casto
praef(ecto) coh(ortis)
Übersetzung: „Dem Kaiser Lucius Septimius Severus Pertinax Augustus, Konsul. Das baufällig gewordene Bad wurde von der zweiten Flavischen Kohorte der Commagener wiederhergestellt unter Polus Terentianus, Statthalter der drei Dakien, unter der Aufsicht von Sextus Boebius Scribonius Castus, Kohortenpräfekt.“
Die Tafel stammt vermutlich von 193 n. Chr., das Jahr des Regierungsantritts von Septimius Severus, da dessen Konsulatsnennung ohne weitere Angaben erfolgt. Der Kaiser war bereits im Jahr 190 Konsul gewesen, sein zweites Konsulat, das auf derartigen Inschriften in der Regel auch entsprechend ausgewiesen ist, trat er erst im Jahr 194 an. Der ebenfalls darauf erwähnte Statthalter Polus Terentianus war von ca. 192 bis 194/195 für die Provinz Dakien zuständig.
Über zwanzig Jahre später, während der Regierungszeit des Kaisers Severus Alexander (222–235), musste das Bad erneut saniert werden. Davon zeugt eine zweite Bauinschrift, die jedoch nur zur Hälfte erhalten blieb.

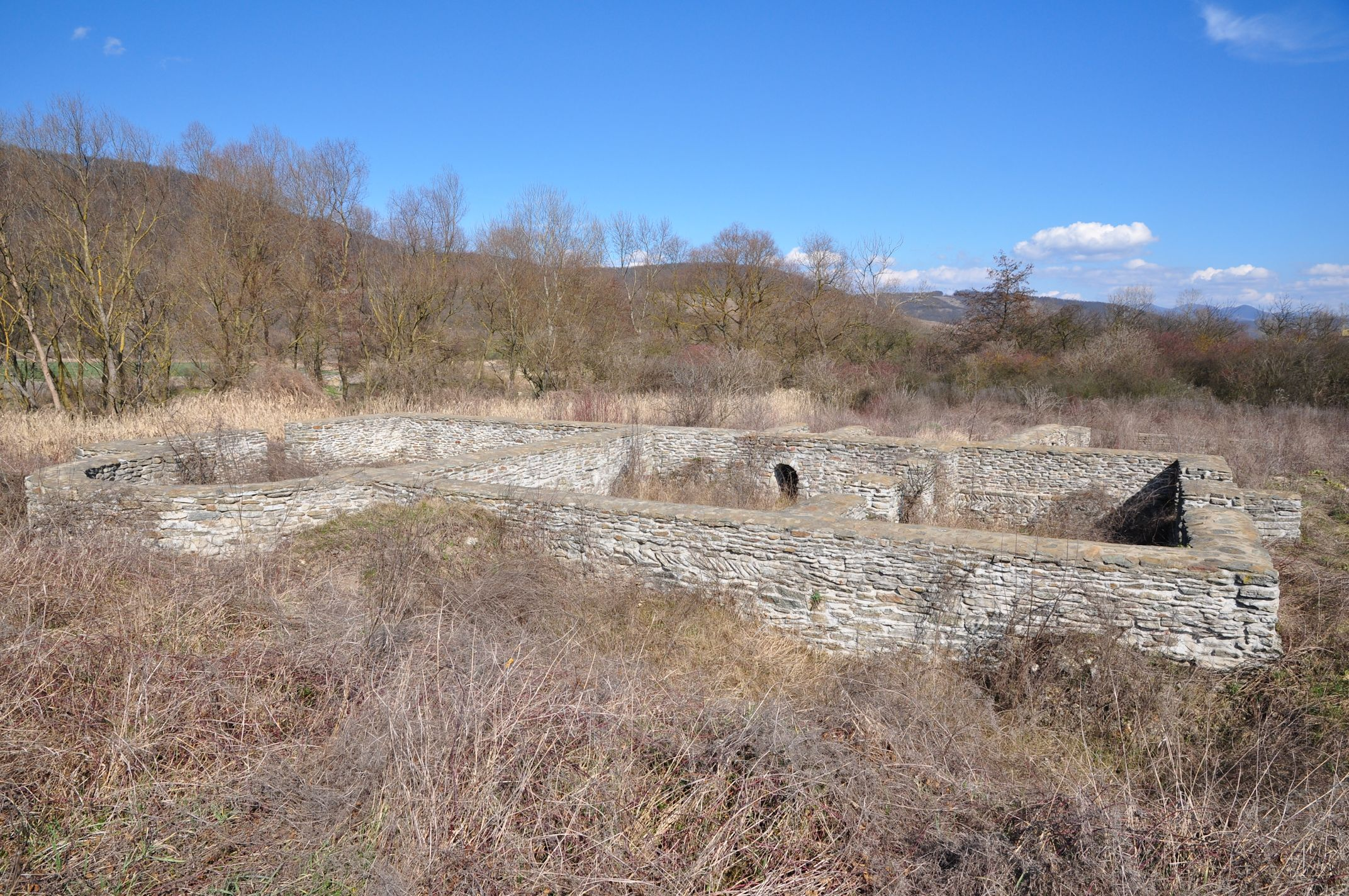
Blick von Südwesten: Der Zentralbereich des Reihenbads, das von Nordwesten betreten wurde (2014).
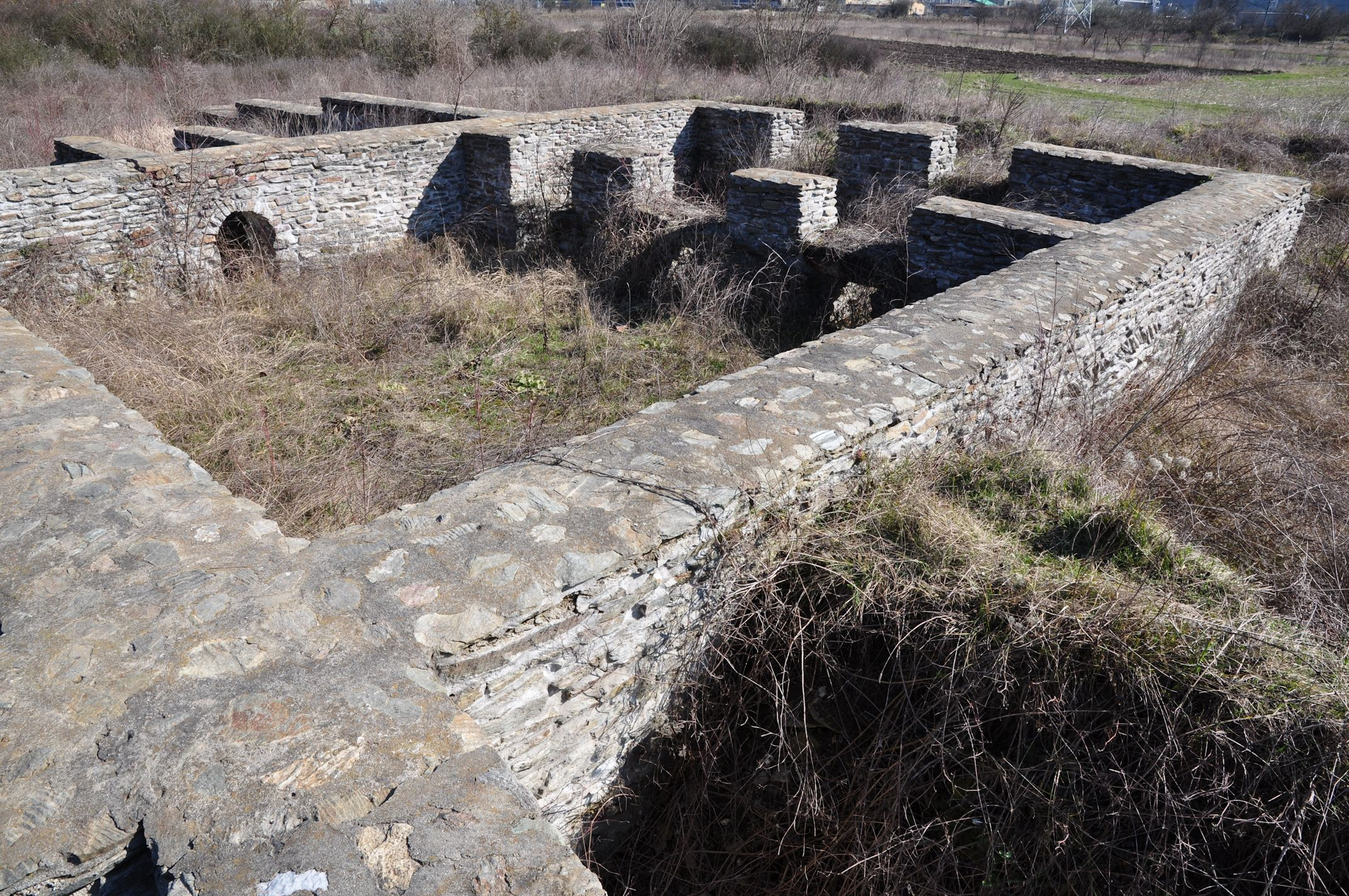
Blick von Nordwesten: Die Caldarium und Tepidarium erwärmenden Heizkanäle (2014).
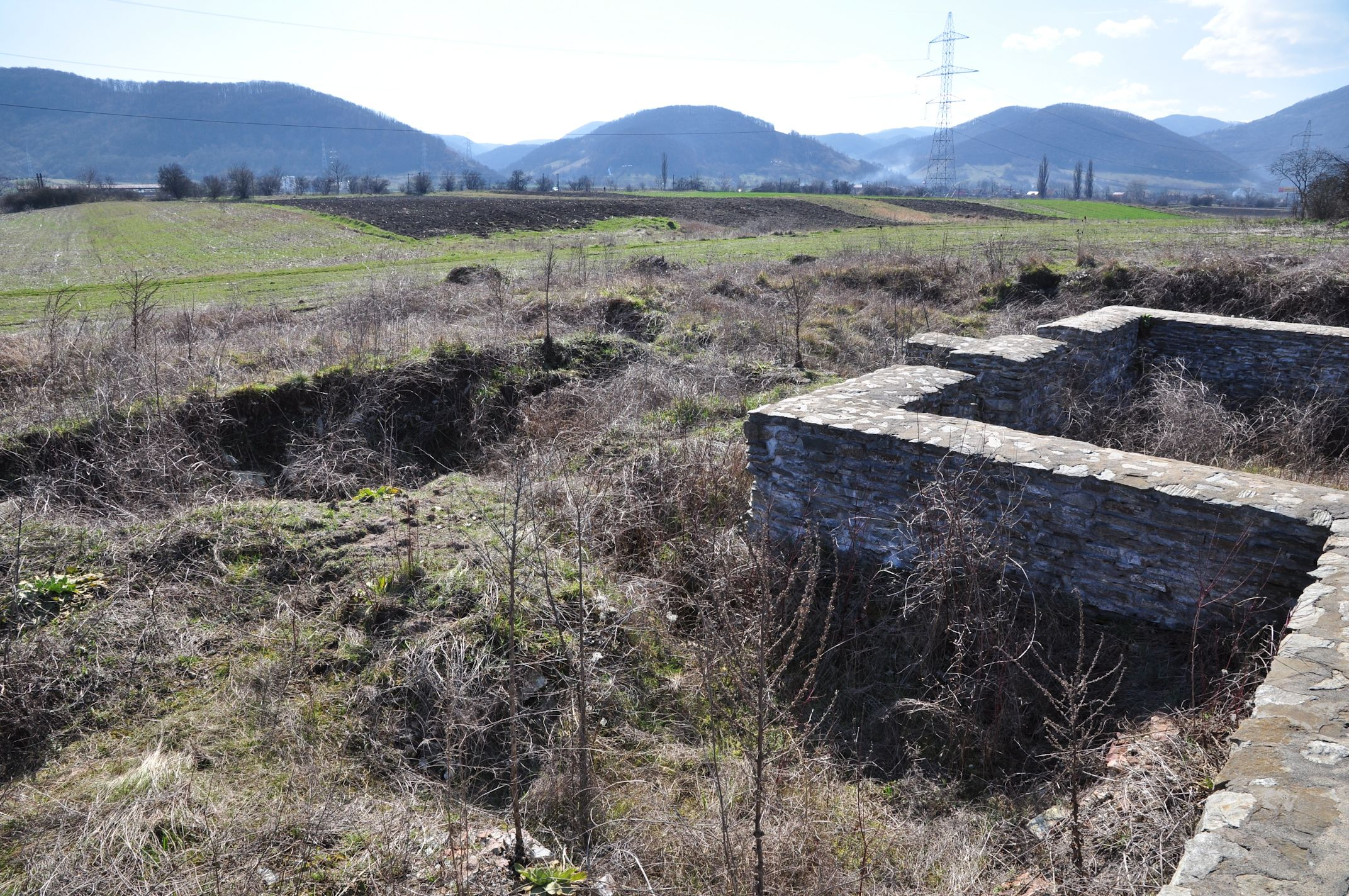
Blick von Nordosten: Das Caldarium mit zwei Heißluftdurchlässen zum nicht erhaltenen Praefurnium (2014).
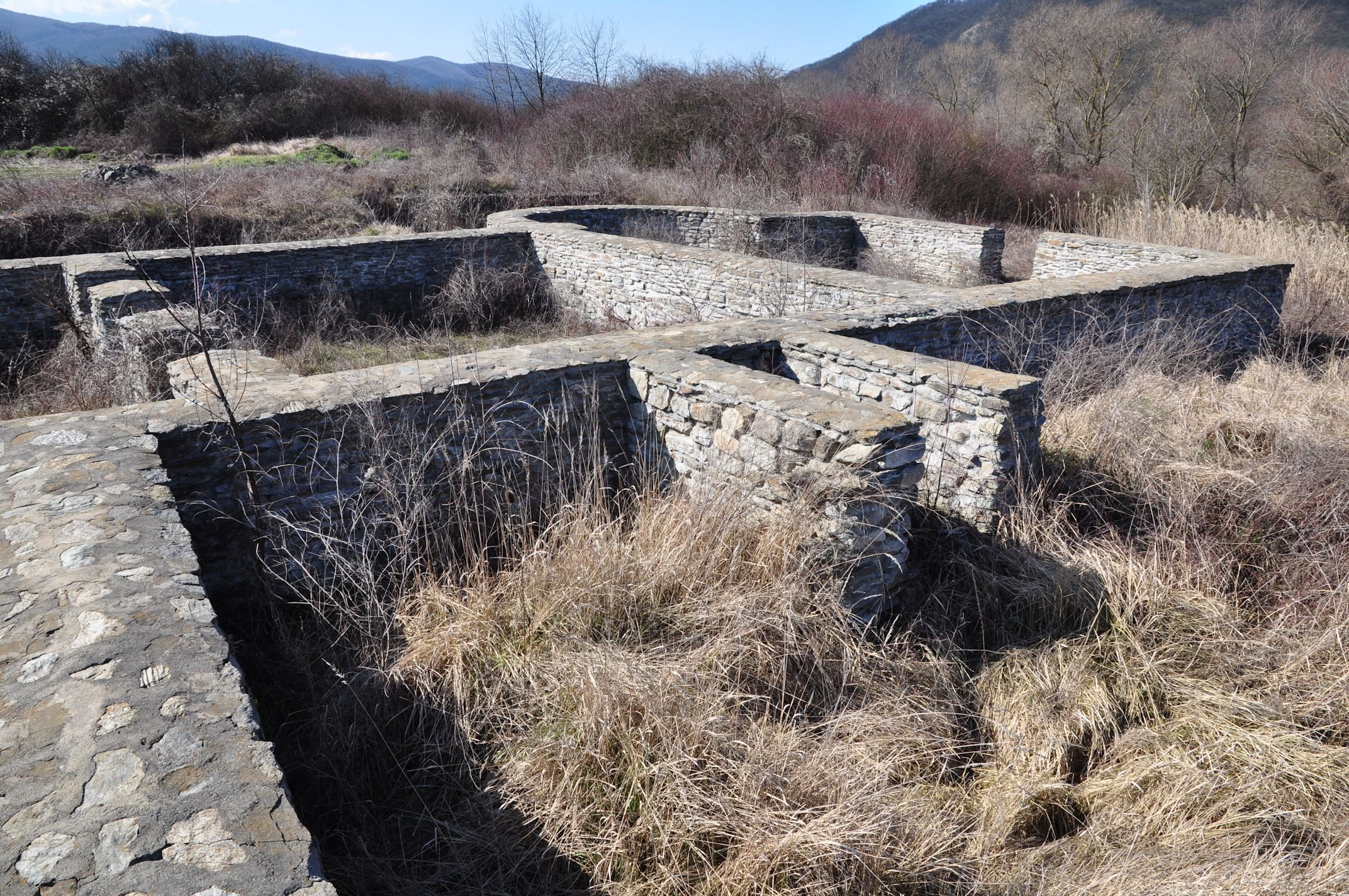
Blick von Osten: Tepidarium und Frigidarium mit Apsis; vorne ein abzweigender Heizkanal (2014).

### Amphitheater
Südöstlich des Badegebäudes fand sich in nur knapp hundert Metern Entfernung ein kleines Amphitheater, dessen kreisförmig angeordnete steinerne Grundmauern einen Umfang von 104 Metern besaßen. Die Arena selbst umfasste 31 × 29 Meter. Der Zugang erfolgte durch vier Eingänge, von denen der westliche und östliche jeweils 3 Meter breit waren. Außerhalb des inneren Steinrings wurden die ringsum laufenden Sitzreihen mittels einer Holzkonstruktion ergänzt. Die Anlage vereinte wohl mehrere Funktionen in sich, zum Beispiel als Versammlungsplatz bei kultischen oder politischen Ereignissen. So ist neben den klassischen Gladiatorenkämpfen und Spektakeln auch an eine Nutzung für militärische Trainingseinheiten zu denken.

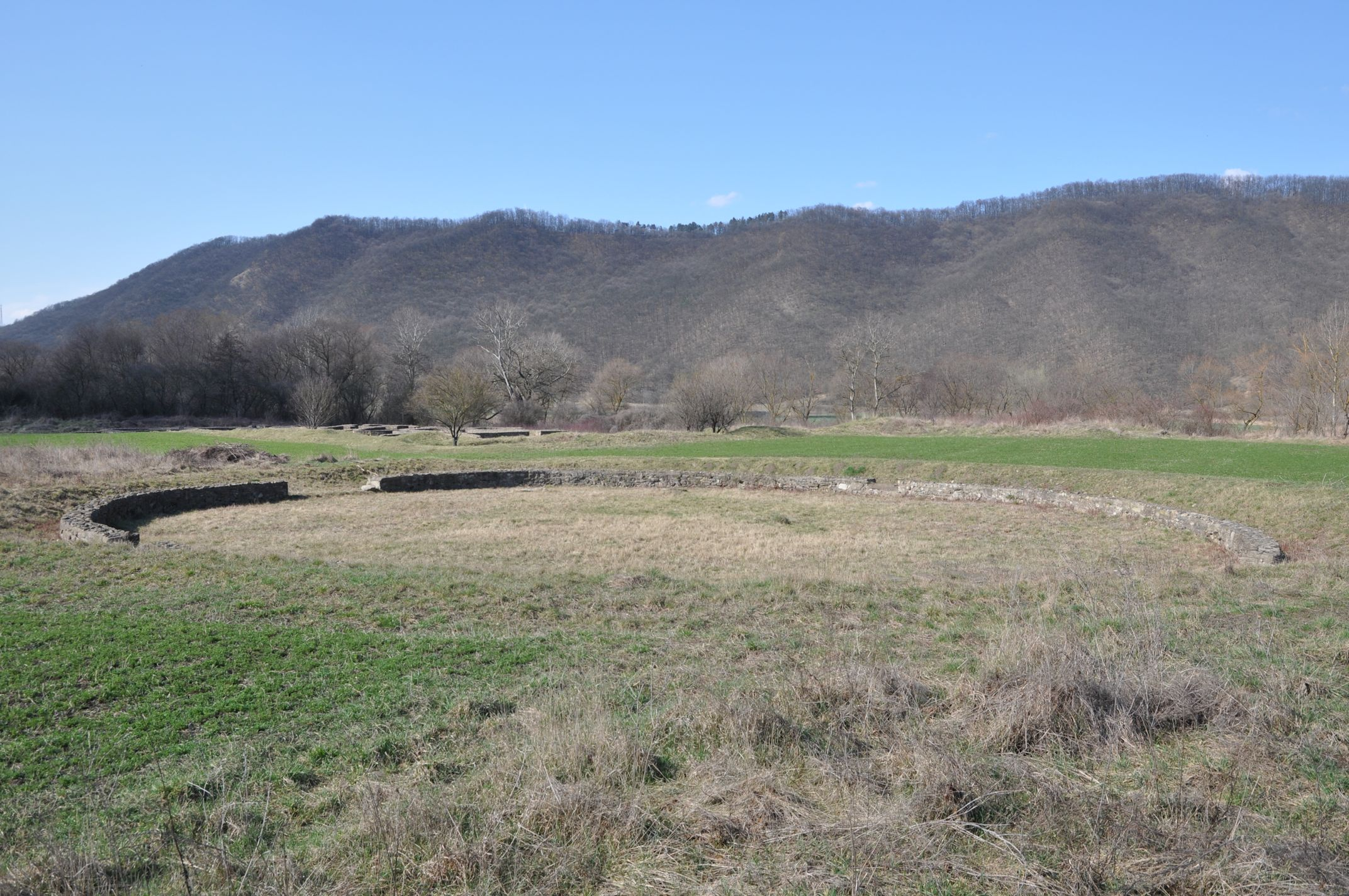
Arena des Amphitheaters (2014)
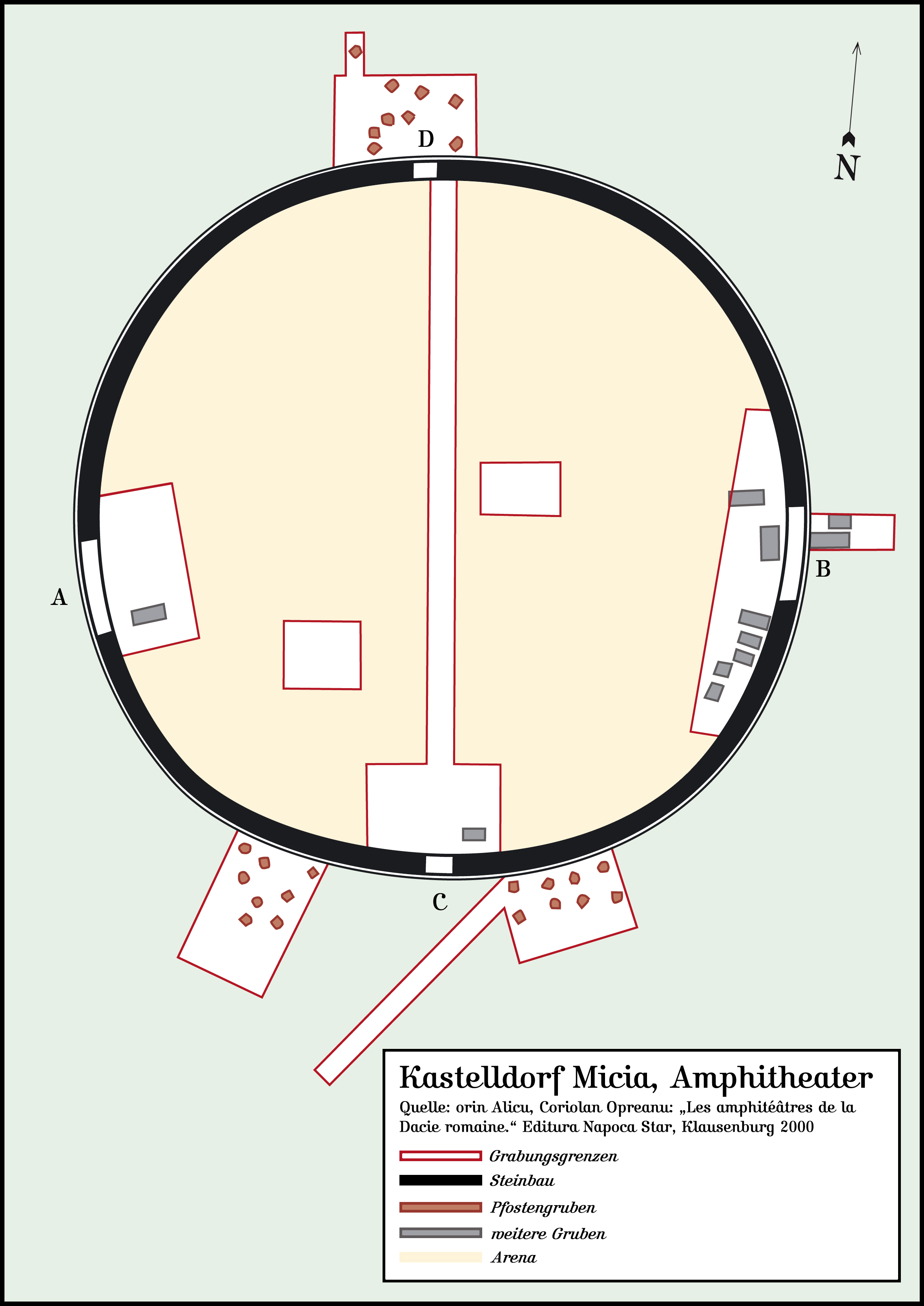
Plan des Amphitheaters

### Benefiziarierstation
Die Anwesenheit von Benefiziariern ist unter anderem durch die Weihesteine des Titus Flavius an Silvanus Domesticus und des Claudius Saecularis sowie für dessen Kollege Priscinus nachgewiesen. Diese Männer standen im Rang eines Beneficiarius consularis, der höchste Dienstgrad, den ein gemeiner Legionssoldat bei den Benefiziariern erreichen konnte.

### Zollstation
In Vețel existierte zudem noch eine am Fluss liegende Zoll- und Steuerabgabestation, wie eine
dem Jupiter, dem dakischen Land und dem Schutzgeist des römischen Volkes und des Handels geweihte Inschrift des Felix, einem Caesaris nostri servus vilicus stationis Pontis Angusti (Sklave unseres Kaisers, Verwalter der Zollstation „Pons Augusti/Augusta“) verdeutlicht.

### Handwerkerbetriebe, Unternehmen und Gräberfeld
Örtliche Handwerksbetriebe lassen sich unter anderem durch Keramik-Brennöfen nachweisen. Für die Siegesgöttin Victoria Augusta und den Genius seines Kollegiums errichtete der Steinmetz (Lapidarius) Marcus Cocceius Lucius einen Stein. Neben der weiter unten genannten Inschrift zu Ehren des Salinenpächters Publius Aelius Marius zeigt eine ebenfalls bei Vețel gefundenen fragmentierte Inschrift eines weiteren Salinenpächters, dem conductor salinarum?tili Rufini, die Bedeutung dieses Gewebes an diesem Ort.
Die Toten auf dem Gräberfeld sind hauptsächlich in Steinsarkophagen und Ziegelplattengräbern bestattet worden.

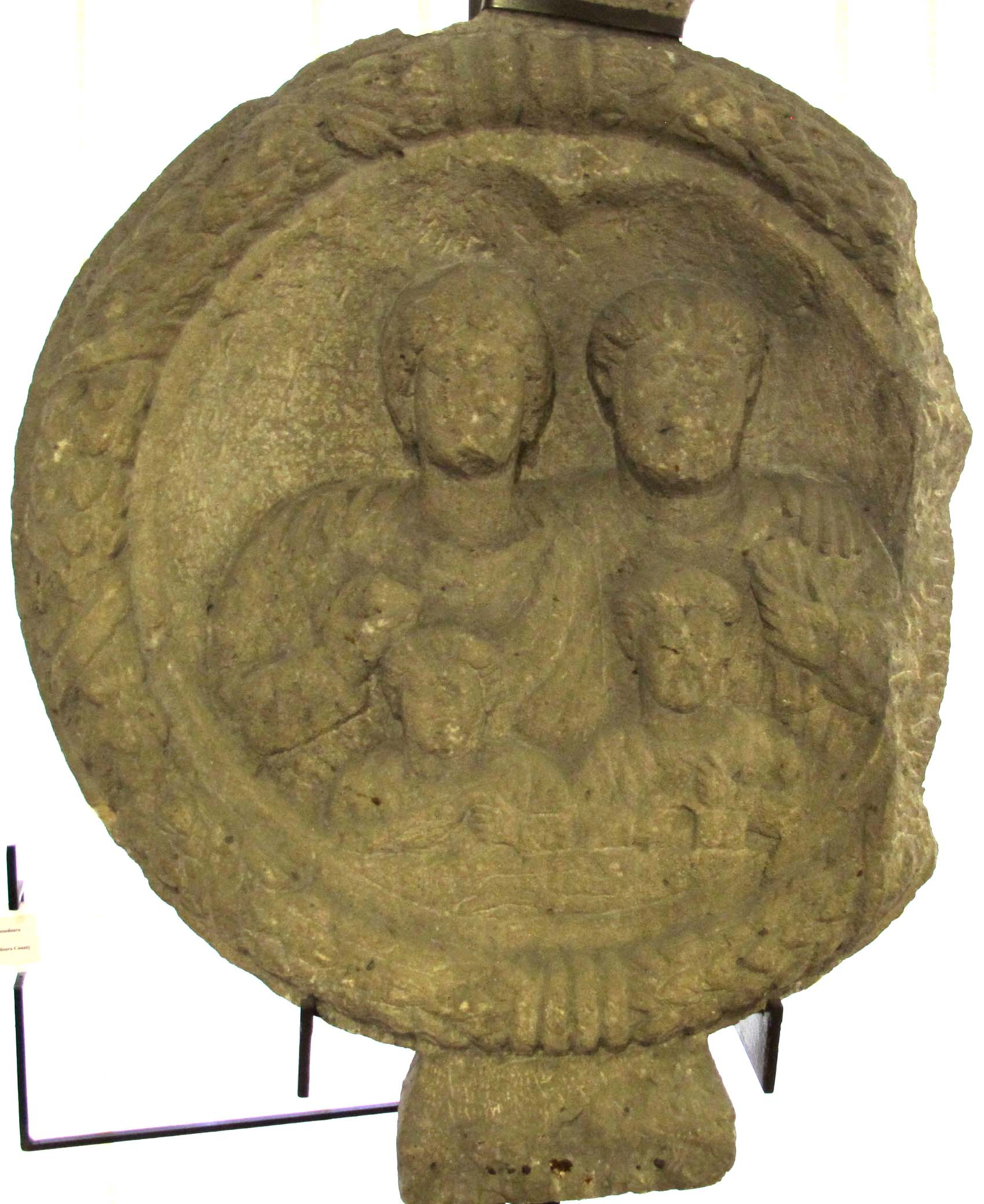
Grabmonument, 2. Jahrhundert n. Chr.
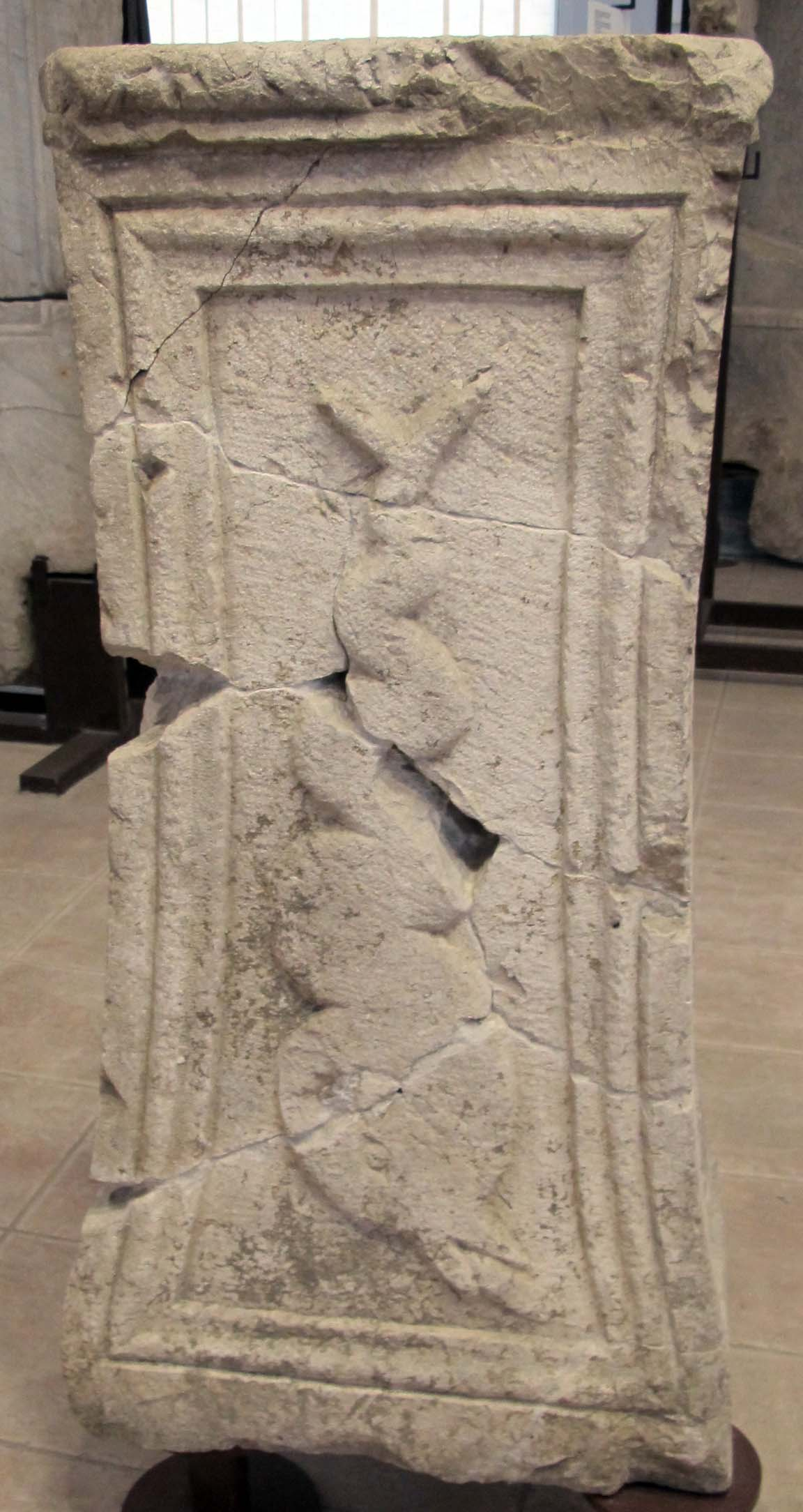
Grabmonument, 2. Jahrhundert n. Chr.

### Gesellschaftlich-politische Strukturen
Einen Einblick in die gesellschaftlich-politische Struktur des antiken Vețel eröffnet die im Namen der Veteranen und römischen Bürger errichtete Weiheinschrift des Caius Antonius Crispinus, der als Vorsteher des Gaues (Pagus) von Mici (magistrum pagi Miciensis) für die Führung der Flurbücher verantwortlich war, das örtliche Gaufest (Paganalien) leitete und daneben noch diverse andere Behördendienste verrichtete. Diese, zwischen 193 und 235 dem Jupiter geweihte, Inschrift kam südlich des Kastells ans Licht. Ebenfalls für Jupiter, Juno und das Wohl von Mici errichteten im 1. oder 2. Jahrhundert zwei weitere Gauvorsteher, Lucius Atiliu Faustinus und Marcus Ulpius Romanus, gemäß ihrem Gelübde einen Altar. Zu dieser Zeit entstand auch der Altar des Marcus Ulpius Quintus, gleichfalls ein Magister pagus. Weitere bekannte Magisterpaare: Titus Aurelius Verus und Cornelius Fortunatus (antoninisch-severische Epoche) sowie Aurelius Alpinus und Claudius Nicomaedes (3. Jahrhundert). Als Einzelpersonen sind für dieses Amt noch nachgewiesen: Marcus Ulpius Quintus, Marcus Aurelius Tert(?)ius.

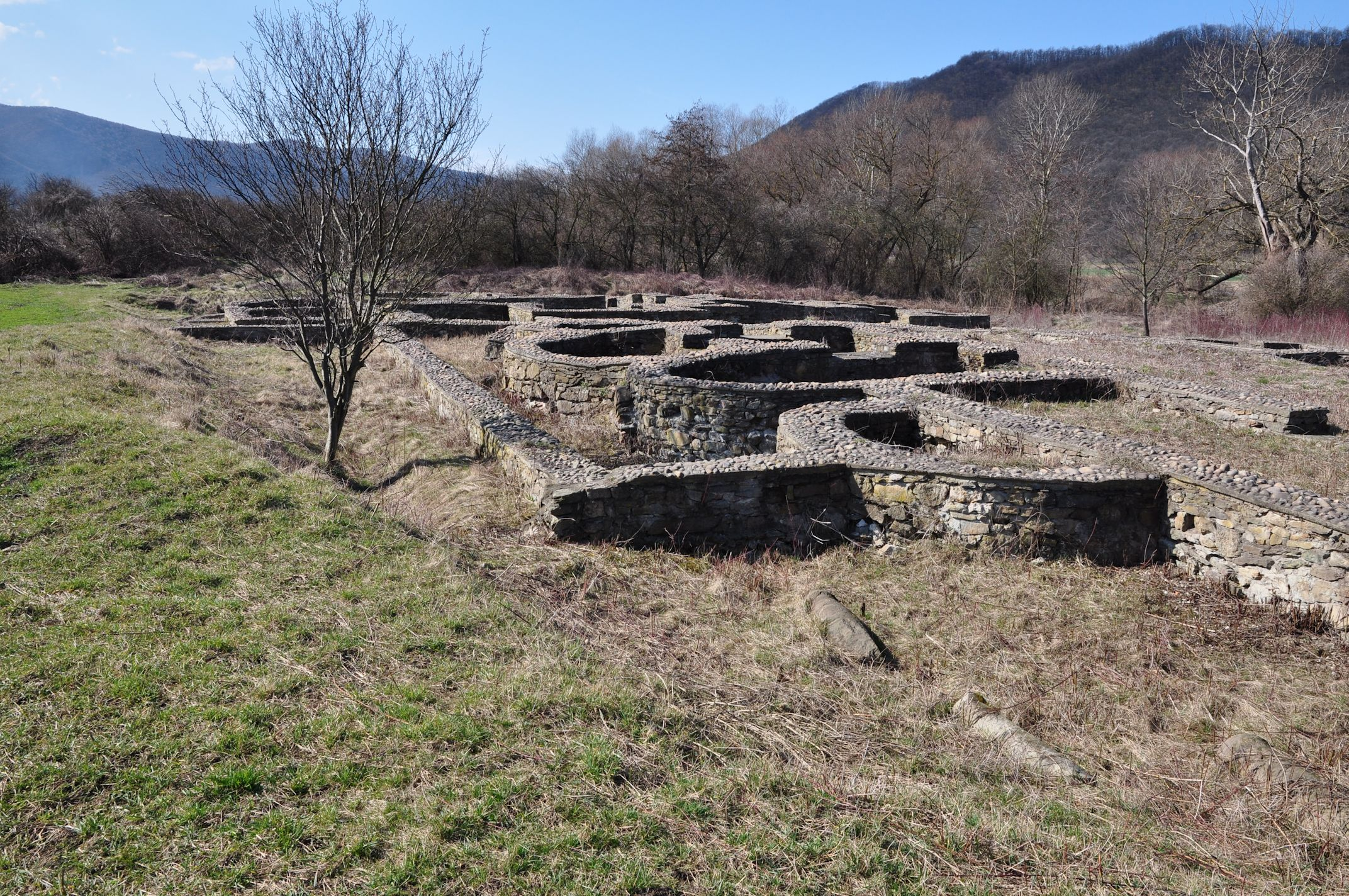
Gebäudereste des Vicus (2014)
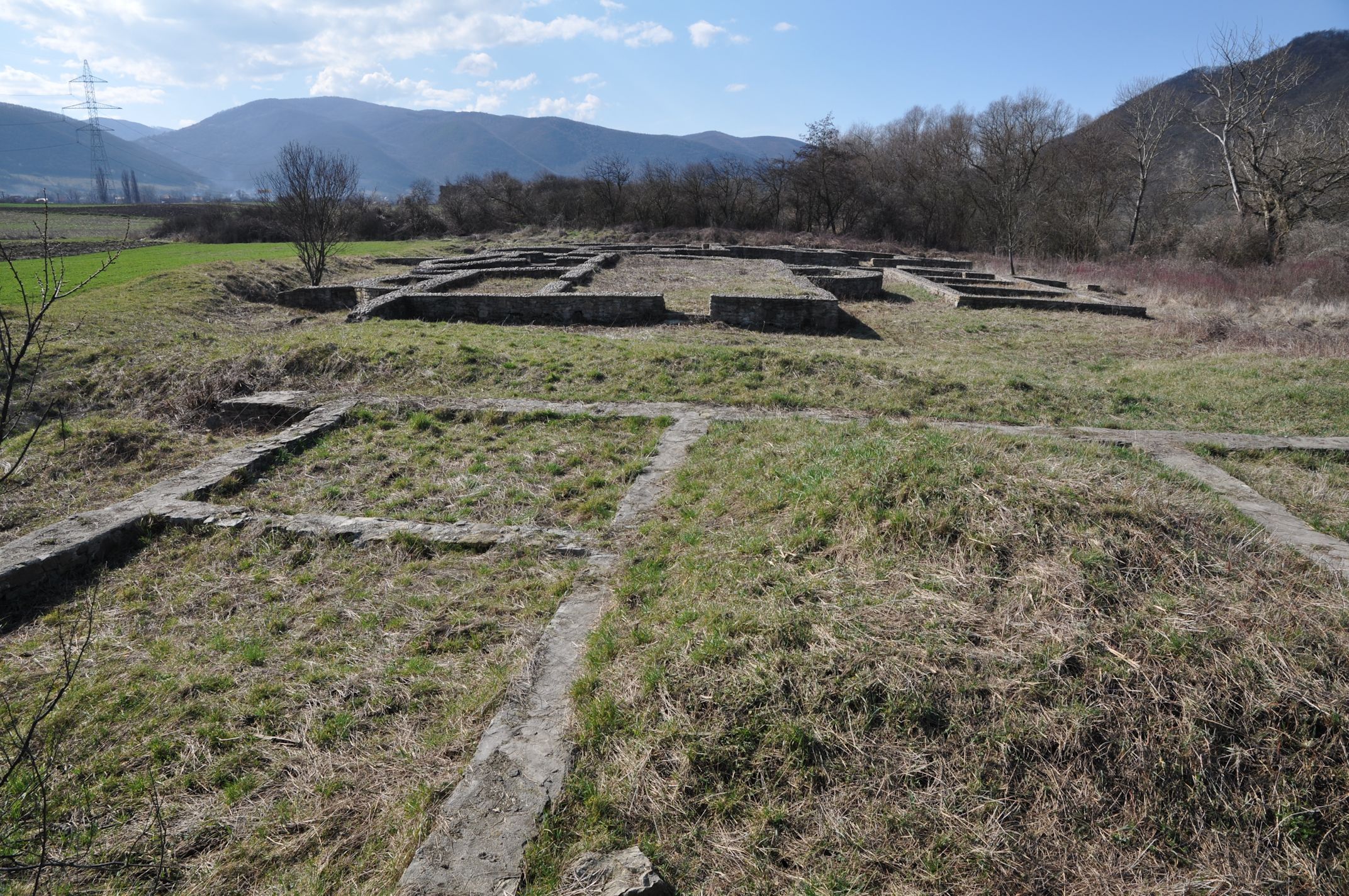
Gebäudereste des Vicus (2014)
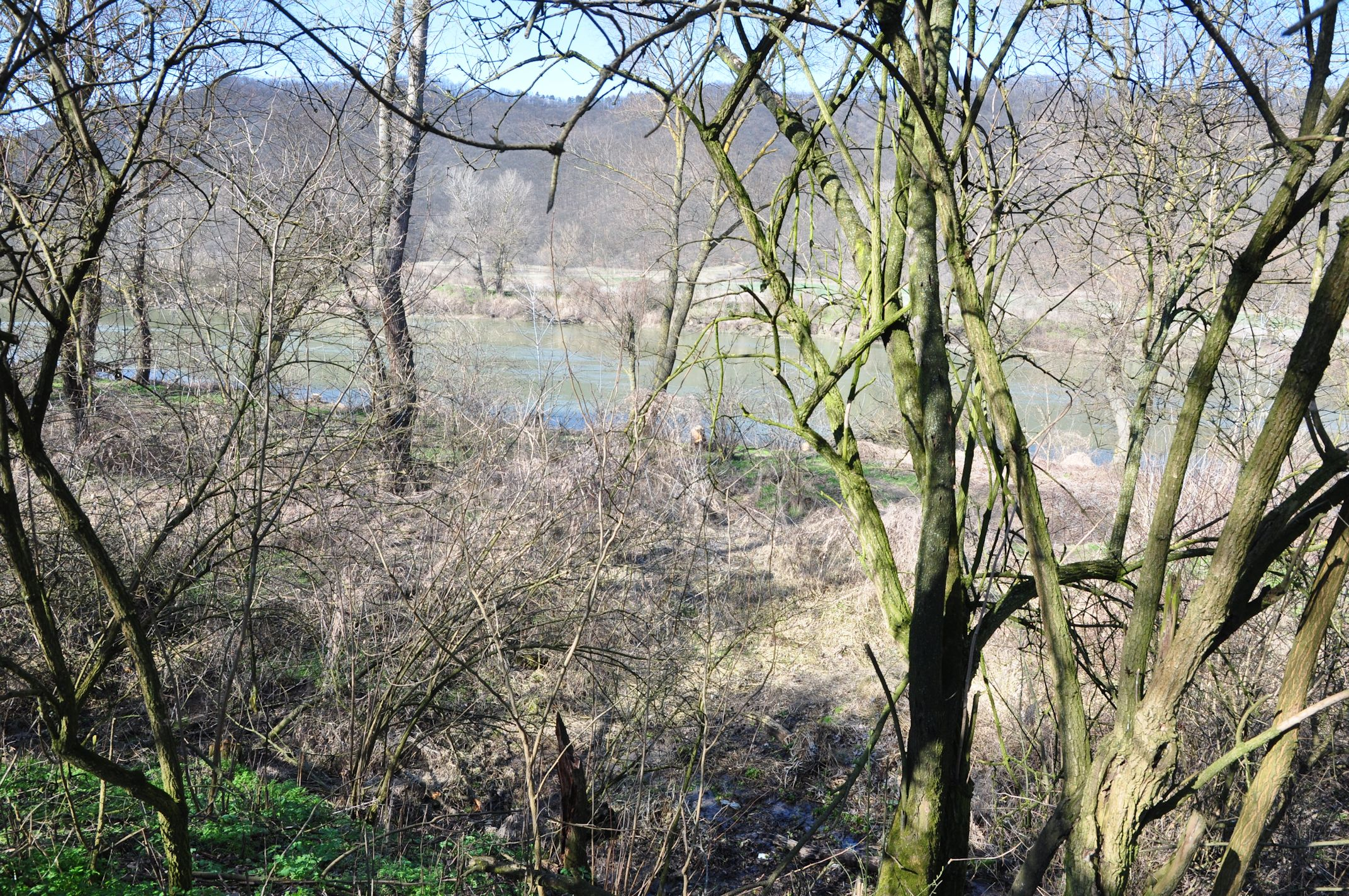
Der Fluss Marisus nördlich des Vicus (2014)

### Tempel

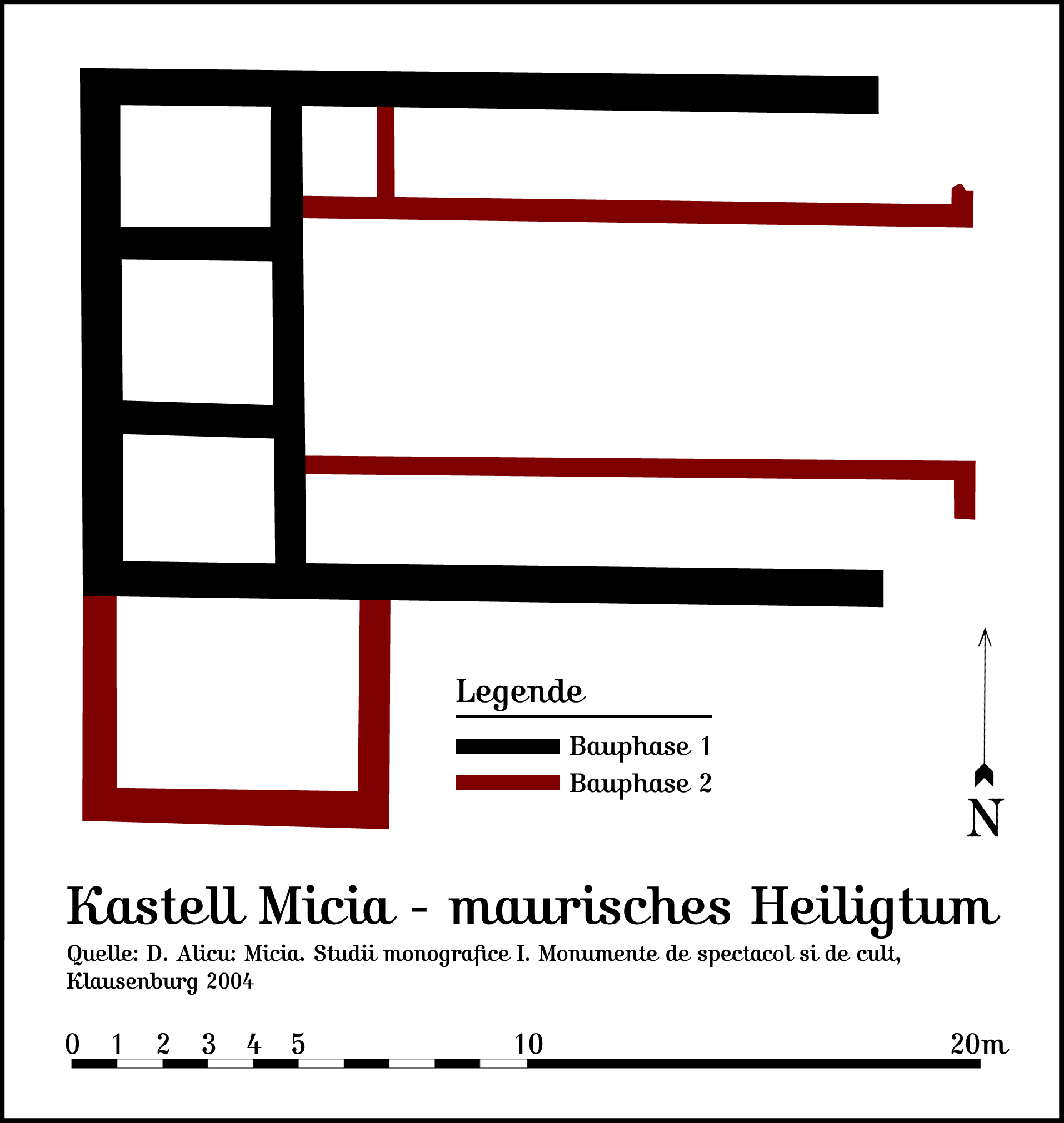
Tempel der maurischen Götter im Lagerdorf

Neben den Profanbauten gab es auch kultische Anlagen. So sind die Reste eines rund 20 Meter langen Tempels der maurischen Götter (Dii Mauri) belegt, den die maurische Besatzung im Jahr 204 unter ihrem Präfekten Iulius Euangelianus wiedererrichtet hatten. Dieser Tempel, dessen kultischer Bereich genau nach Westen ausgerichtet war, hing mit der Ankunft des Numerus Maurorum Micensium ab ca. 160 n. Chr. zusammen und war wohl für ein ganzes Pantheon nordafrikanischer Götter gedacht. Ein Votivaltar an Hercules Augustus, den die beiden Magistri cultorum Herculis (Vorsteher des Herkuleskultes), Lucilius Felix und Domitius Herculanus errichten ließen, bezeugt auch die Anwesenheit dieses Kultes. Die bereits oben im Abschnitt Garnison erwähnte Inschrift „CIL 3, 1342“ wurde in der Vergangenheit vielfach als Beispiel für ein Isisheiligtum in Micia herangezogen. Allerdings ist der Name der Göttin in diesem aus Dankbarkeit gestifteten Stein fast gänzlich unlesbar. Dass es ein solches Heiligtum in Vețel aber gegeben hat, macht ein anderes Ex Voto, das einen Tempel nennt, sehr deutlich. Wichtig für die namentliche Identifizierung des Ortes ist unter anderem die 1913 entdeckte Inschrift des Marcus Cornelius Stratonicus, der zwischen 193 und 235 für das Priesterkollegium der Kolonie (Augustalis coloniae) zum Heil des Kaiserhauses und des Genius von Mici (Genium Miciae) seinen Stein setzen ließ.
Die Verbindung zwischen Kult und Handel lässt sich in der zweiten Hälfte des 2. Jahrhunderts durch zwei bedeutende Einwohner Micias bezeugen. So stiftete ein Publius Aelius Euphorus dem Deus invictus – Mithras – ein Heiligtum im Ort und errichtete aus Dankbarkeit dem Silvanus Domesticus und dem Publius Aelius Marius einen Altar. Dieser Publius Aelius Marius war damals der Conductor pascui et salinarum in Micia: Ein Pächter der Weiden und Salinen. Eine weitere Widmung für Publius Aelius Marius, jetzt aus dem siebenbürgischen Kastellort Domnești, zeigt dessen Aufstieg zum Flamen colonis (Priester der Kolonie). Diese Widmung wurde von seinem Actor Atticus gestiftet und war sowohl für Jupiter als auch für Mithras bestimmt. Der Althistoriker Manfred Clauss vermutete, dass Publius Aelius Euphorus möglicherweise ein Freigelassener des Publius Aelius Marius war, dessen Vermögen den Bau eines Heiligtums zuließ.

## Wichtige Funde
Zum militärischen Fundgut gehört ein im 2. oder 3. Jahrhundert hergestelltes bronzenes Abzeichen, das einst Emaileinlagen besaß, die bei der Auffindung jedoch bereits fehlten. Auf seiner Rückseite befindet sich ein Befestigungsstift.

## Fundverbleib
Ein Großteil der Funde aus den Grabungen befinden sich im Muzeul Judecean in der Kreishauptstadt Deva, weitere Stücke im Nationalmuseum Brukenthal in Hermannstadt, im Muzeul Unirii in Alba Iulia, im Nationalmuseum für römische Geschichte in Bukarest sowie in der Österreichischen Nationalbibliothek in Wien. Eingemauerte Spolien finden sich in der Dorfkirche von Vețel, im Schloss-Gyulai in Mintia und in der ehemaligen Residenz des Barons von Josika in Brănișca.

## Denkmalschutz
Die gesamte archäologische Stätte, im Speziellen das Kastell, der Vicus, das Amphitheater und die Nekropole stehen nach dem 2001 verabschiedeten Gesetz Nr. 422/2001 als historische Denkmäler unter Schutz und sind mit dem LMI-Code HD-I-s-A-03214 in der nationalen Liste der historischen Monumente (Lista Monumentelor Istorice) eingetragen. Zuständig ist das Ministerium für Kultur und nationales Erbe (Ministerul Culturii şi Patrimoniului Naţional), insbesondere das Generaldirektorat für nationales Kulturerbe, die Abteilung für bildende Kunst sowie die Nationale Kommission für historische Denkmäler sowie weitere wichtige, dem Ministerium untergeordnete Institutionen. Ungenehmigte Ausgrabungen sowie die Ausfuhr von antiken Gegenständen sind in Rumänien verboten.